# Iñaki
Iñaki est un prénom masculin basque. 
C'est un néologisme créé par Sabino Arana (1865-1903) qui signifie Ignatius, et que l'on retrouve en différentes langues : Ignacio en espagnol, Ignace en français, Ignazio en italien ou Ignasi en catalan.
Les variantes sont Eneko et Iñigo.

## Prénom
- Pour l'ensemble des articles sur les personnes portant ce prénom, consulter :
  - la liste des articles dont le titre commence par ce prénom
  - les listes produites par Wikidata : Liste des personnes de prénom « Iñaki » — même liste en incluant les éventuels prénoms composés qui contiennent « Iñaki ».
- Iñaki Astiz Ventura
- Iñaki Azkuna
- Iñaki Bea Jauregi
- Iñaki Descarga
- Iñaki Echaniz
- Iñaki Gabilondo
- Iñaki Gastón
- Iñaki Goiburu
- Iñaki Goitia
- Iñaki Gómez
- Iñaki Irazabalbeitia
- Iñaki Isasi
- Iñaki Izaguirre
- Iñaki Lafuente
- Iñaki Lejarreta
- Iñaki Perurena
- Iñaki Pérez Beotegi
- Iñaki Sarasketa Ibáñez
- Iñaki Sáez
- Iñaki Urdangarin
- Iñaki Williams
- Iñaki de Juana Chaos
- Iñaki de Miguel